# Свято-Духов монастырь (Тимашёвск)
Свя́то-Ду́хов монасты́рь в Тимашёвске — мужской монастырь Ейской епархии Русской православной церкви, преобразованный в июне 1992 года из молитвенного дома, построенного в советские годы архимандритом Георгием (Савва) по благословению епископа Краснодарского и Кубанского Исидора (Кириченко).
В монастыре два храма: в честь Сошествия Святого Духа и трапезный в честь Преображения Господня. Для паломников построена гостиница.
Имеется два хозяйственных подворья, на которых братия трудится, выращивая для нужд монастыря необходимые сельскохозяйственные культуры.
По состоянию на 2014 год — крупнейший монастырь в Кубанской митрополии.

## История
15 октября 1987 года архимандрит Георгий (Савва) был назначен настоятелем прихода Вознесенского молитвенного дома города Тимашевска. Строительство велось на правом берегу балки, получившей позднее название Монастырская.
В 1991 году завершено строительство Храма в честь Сошествия Святого Духа.
В 1992 году по благословению правящего архиерея началось преобразование в монастырь.

8 июня 2011 года благочинным Свято-Духова монастыря игуменом Иоанном (Коноваловым) отец Георгий был пострижен в великую схиму с оставлением именем Георгий, в честь преподобного Георгия Иверского Афонского. Скончался 18 июня 2011 года. 21 июня его тело по завещанию было погребено на территории монастырского подворья у храма святого великомученика Георгия Победоносца. Через год над могилой возвели часовню.
Число братии Тимашевского монастыря доходило до 100 человек.
До 2013 года монастырь находился в составе Екатеринодарской и Кубанской епархии. Решением Священного Синода от 12 марта 2013 года из состава Екатеринодарской и Кубанской епархии выделены Армавирская, Ейская, Новороссийская и Тихорецкая епархии. Свято-Духов монастырь вошел в состав Ейской и Тимашевской епархии Кубанской митрополии.
18 июня 2021 года на подворье Свято-Духова мужского монастыря на хуторе Некрасова митрополит Екатеринодарский и Кубанский Григорий совершил Божественную литургию в храме великомученика Георгия Победоносца, а затем панихиду в часовне над могилой схиархимандрита Георгия.